# Ornontowice
Ornontowice è un comune rurale polacco del distretto di Mikołów, nel voivodato della Slesia.
Ricopre una superficie di 15,1 km² e nel 2004 contava 5 530 abitanti.